# Azamat Baymatov
Azamat Baymatov (sinh ngày 3 tháng 12 năm 1988) là một cầu thủ bóng đá người Kyrgyzstan thi đấu ở vị trí Hậu vệ cho câu lạc bộ tại Liga 1 Borneo and the đội tuyển quốc gia Kyrgyzstan.

## Sự nghiệp
Baymatov từng thi đấu ở Latvia, cho FC Tranzīts, và Nga, trước khi anh trở lại Kyrgyzstan.

## Career Stats

### Quốc tế
| Đội tuyển quốc gia Kyrgyzstan | Đội tuyển quốc gia Kyrgyzstan | Đội tuyển quốc gia Kyrgyzstan |
| Năm                           | Số trận                       | Bàn thắng                     |
| ----------------------------- | ----------------------------- | ----------------------------- |
| 2010                          | 3                             | 0                             |
| 2011                          | 4                             | 0                             |
| 2012                          | 1                             | 1                             |
| 2013                          | 1                             | 0                             |
| 2014                          | 8                             | 1                             |
| 2015                          | 7                             | 1                             |
| 2016                          | 5                             | 0                             |
| 2017                          | 1                             | 1                             |
| 2023                          | 5                             | 0                             |
| Tổng cộng                     | 35                            | 4                             |

Thống kê chính xác đến trận đấu diễn ra ngày 20 tháng 6 năm 2023

### Bàn thắng quốc tế
Tỉ số và kết quả liệt kê bàn thắng của Kyrgyzstan trước.
| 1.                                          | 1 tháng 6 năm 2012  | Sân vận động Trung tâm, Almaty, Kazakhstan                           | Kazakhstan | 1–2 | 2–5 | Giao hữu                      |
| 2.                                          | 16 tháng 5 năm 2014 | Sân vận động Câu lạc bộ Thể thao Al Kuwait, Thành phố Kuwait, Kuwait | Kuwait     | 2–2 | 2–2 | Giao hữu                      |
| 3.                                          | 16 tháng 6 năm 2015 | Sân vận động Dolen Omurzakov, Bishkek                                | Úc         | 1–2 | 1–2 | Vòng loại FIFA World Cup 2018 |
| 4.                                          | 28 tháng 3 năm 2017 | Sân vận động Dolen Omurzakov, Bishkek                                | Ma Cao     | 1–0 | 1–0 | Vòng loại AFC Asian Cup 2019  |
| Chính xác tính đến ngày 19 tháng 3 năm 2018 |                     |                                                                      |            |     |     |                               |